# TNA
TNA – kwas nukleinowy analogiczny do RNA i DNA, którego szkielet oparty jest na czterowęglowym cukrze zwanym treozą zamiast na pentozach. W TNA wiązanie między cukrami za pośrednictwem reszty kwasu fosforowego zachodzi pomiędzy drugim a trzecim węglem pierścienia, a nie pomiędzy trzecim i piątym jak w RNA i DNA.
TNA jest najważniejszym kandydatem na ewolucyjny prekursor RNA. Treoza jest cząsteczką znacznie prostszą od ryboz, może powstawać dzięki (abiotycznej) fuzji dwóch identycznych cząstek dwuwęglowych, co czyni spontaniczne powstanie TNA w „pierwotnym bulionie” bardziej prawdopodobnym i usuwa kolejną przeszkodę koncepcyjną z teorii biogenezy. Ponadto potwierdzono, że cząsteczki TNA mogą się wiązać komplementarnie w dwuniciową helisę zarówno pomiędzy sobą, jak i z cząsteczkami RNA i DNA.
TNA zyskał popularność jako prekursor RNA w obliczu niemożności uzyskania rybozy (wchodzącej w skład RNA) na drodze syntezy abiotycznej, ponieważ związek ten zawiera reaktywną grupę karbonylową. Okazało się jednak, że można uzyskać rybozę w obecności boru jako stabilizatora. Doświadczenie z powodzeniem przeprowadzono w The Westheimer Institute of Science and Technology.